# Paper Trail
Paper Trail è il sesto album del rapper T.I., uscito negli States il 30 settembre 2008. Il rapper di Atlanta ha iniziato a scrivere canzoni per l'album aspettando il suo processo federale per possesso di armi. A differenza dei suoi ultimi album ha scritto i testi delle sue canzoni su carta, cosa che non aveva fatto dal suo album di debutto I'm Serious.

## Tracce
1. 56 Bars (Intro)
2. I'm Illy
3. Ready for Whatever
4. On Top of the World (Featuring Ludacris & B.o.B.)
5. Live Your Life (Featuring Rihanna)
6. Whatever You Like
7. No Matter What
8. My Life Your Entertainment (Featuring Usher)
9. Porn Star
10. Swing Ya Rag (Featuring Swizz Beatz)
11. What Up, What's Haapnin'
12. Every Chance I Get
13. Swagga like Us (Featuring Kanye West, Jay-Z & Lil' Wayne)
14. Slide Show (Featuring John Legend)
15. You Ain't Missin' Nothing
16. Dead and Gone (Featuring Justin Timberlake)
17. Collect Call (Bonus di iTunes)
18. I Know You Missed Me (Bonus di iTunes)